# Мищенко, Гавриил Корнеевич
Гавриил Корнеевич Мищенко (1904, с. Гречковка, Черкасский уезд, Киевская губерния, Российская империя — 1966, Одесса, Одесская область, Украинская ССР, СССР) — советский украинский государственный и партийный деятель. Депутат Верховного Совета Украинской ССР I созыва. Член ЦК КП(б) Украины (1938—1949). Член Центральной Ревизионной комиссии ВКП(б) (1941—1952). Депутат Верховного Совета СССР I созыва (1941).

## Биография
Родился в 1904 в селе Гречковка Черкасского уезда Киевской губернии Российской империи (ныне в составе города Смела Смелянской городской общины Черкасского района Черкасской области Украины).
В 1925 году вступил в РКП(б).
Находился на партийной работе. В 1938 — июле 1941 года — 1-й секретарь Винницкого областного комитета КП(б) Украины. 26 июня 1938 года был избран депутатом Верховного Совета УССР 1-го созыва по Козятинскому избирательному округу № 48 Винницкой области.
После присоединения Западной Украины к УССР, с сентября до октября 1939 года работал председателем Временного управления Львовского воеводства.
В 1942—1943 годах — начальник Политического управления Народного комиссариата зерновых и животноводческих совхозов СССР. В 1944 — июле 1945 г. — 1-й секретарь Винницкого областного комитета КП(б)Украины.
В 1945—1947 годах — слушатель Высшей партийной школы при ЦК ВКП(б). В 1947—1952 годах — представитель Совета по делам колхозов при СМ СССР по Одесской и Херсонской областях.

## Награды
- орден Ленина (7.02.1939)
- медали